# Albert Tréca
Albert Georges Gérard Tréca (* 4. November 1917 in Mouriez; † 17. Juni 2004 in Condette) war ein französischer Diplomat. Er war Botschafter in Niger, Äthiopien, Australien und auf den Philippinen.

## Leben
Albert Tréca war der Sohn eines Notars. Er ging auf das angesehene Collège Passy-Froyennes zur Schule. Sein Studium der Rechtswissenschaft schloss er mit dem Doktortitel ab. Tréca trat 1946 in den Dienst der französischen Generalresidenz in Marokko. Ab 1956 arbeitete er in der Abteilung für wirtschaftliche Angelegenheiten im Außenministerium in Paris. Er wurde 1958 Zweiter Botschaftsrat an der französischen Botschaft in Libyen. 1962 kehrte er an seine vorangegangene Arbeitsstelle in Paris zurück.
Tréca erhielt 1964 den Posten als Botschafter Frankreichs in Niger, den er bis 1968 innehatte. Im selben Jahr wurde er Kabinettschef des Unterstaatssekretärs für Kooperation und im darauffolgenden Jahr Kabinettschef des Staatssekretärs für auswärtige Angelegenheiten. Tréca übernahm 1971 erneut das Amt eines französischen Botschafters, zunächst bis 1975 in Äthiopien und danach von 1975 bis 1978 in Australien. Zuletzt wirkte er von 1980 bis 1983 als Botschafter Frankreichs auf den Philippinen.
Albert Tréca war seit 1946 verheiratet. Das Ehepaar hatte sechs Kinder.